# Loba Capitolina (Talca)
La Loba Capitolina, conocida comúnmente como La Loba, es una obra escultórica de hierro dentro de un conjunto de hormigón ubicada en la comuna chilena de Talca, Región del Maule. Fue donada por el gobierno de Benito Mussolini a solicitud de la colonia italiana residente en Talca para decorar la Plaza Italia.
Es una réplica de la Loba Capitolina del artista Antonio Pollaiuolo, que representa el momento en que Luperca amamanta a Rómulo y Remo, fundadores de Roma.

## Historia
El monumento fue ofrecido en 1931 por la colonia italiana en Talca para embellecer una de las plazas que se estaba construyendo frente a la estación Talca, las cuales eran parte del proceso de transformación urbana de la ciudad luego del terremoto de 1928.
Fue solicitado al gobierno italiano de Benito Mussolini por los italianos, específicamente donado por Giovanni del Sante y Alberto Tartari, bajo la mediación del viceconsul italiano en Talca, Galileo Colucci, llegando a Chile a finales de 1935.
Según la placa del monumento, habría sido inaugurado el 21 de abril de 1940. Sin embargo, es sabido que la fecha real fue al momento de inaugurar la plaza completa, el 19 de diciembre de 1942 para las celebraciones por el bicentenario de la ciudad.
En octubre de 2010 la obra original fue robada, siendo repuesta nuevamente por intervención de la embajada italiana en Chile.

## Descripción
El monumento representa a dos bebés, Rómulo y Remo, siendo amamantados por una loba en el lugar donde posteriormente sería inaugurada Roma y, por consiguiente, el imperio Romano según su mitología. Estos se encuentran bajo una estructura que simula unas ruinas romanas.
Además de la Loba, la estructura cuenta con una placa conmemorativa que señala:

A Talca fraterna ed ospitale questo simbolo della perennta di Roma Imperiale e Latina
La collettivita'italiana memore offre
XXI-APRILE MCMXL
Alberto Tartari e Giovanni delsante 
Donarono generozamente
En Talca, fraternal y hospitalaria, este símbolo de la perennidad de la Roma imperial y latina
La comunidad italiana ofrece
XXI-ABRIL MCMXL
Alberto Tartari y Giovanni delsante
Donaron generosamente

Junto con esto, el complejo cuenta con diversos simbolismos en su interior, entre ellos las siglas del imperio romano SPQR y una águila romana. En los elementos que simulan ruinas se encuentra la frase Originis imago Semper adest.
Las figuras de Luperca con Rómulo y Remo son de hierro fundido, así como la placa conmemorativa y una frente a la plaza. Las ruinas romanas y la base del monumento son de concreto.